# Yvonne McKague Housser
Pour les articles homonymes, voir McKague et Housser.
Yvonne McKague Housser, née à Toronto en 1897 et morte dans la même ville en 1996, est une peintre canadienne moderniste et professeure d’art.

## Biographe
Muriel Yvonne McKague, fille de Hugh Henry McKague et de Louise Elliott, étudie à l’Ontario College of Art (OCA) de Toronto de 1913 à 1920, notamment sous le mentorat de George Agnew Reid, William Cruikshank, Emanuel Hahn et J.W. Beatty. De 1921 à 1922, elle étudie à Paris à l’Académie de la Grande Chaumière auprès de Lucien Simon, à l’Académie Colarossi et l’Académie Ranson auprès de Maurice Denis.
En 1930, elle s'intéresse à l’art en suivant un cours de Franz Cizek à l’Université de Vienne. Housser voyage à Taos au Nouveau-Mexique avec Isabel McLaughlin en 1939 afin de suivre les enseignements d’Emil Bisttram sur la symétrie dynamique. Durant deux étés, des années 1950, elle étudie auprès de l’expressionniste abstrait Hans Hofmann à Cape Cod (ou Provincetown au Massachusetts).

## Carrière artistique & enseignement
Yvonne McKague Housser devint professeure adjointe de F.H. Varley et d’Arthur Lismer à l’OCA, aujourd’hui l’Université de l’École d’Art et de design de l’Ontario, en 1920. Edith Coombs et Housser sont les seules femmes du personnel professoral. Elle enseigne un large éventail de cours et développe une amitié avec Isabel McLaughlin.
À son retour de France, elle reprend sa carrière dans l’enseignement et expose pour la première fois ses œuvres à l’Académie royale des arts du Canada en 1923, puis l’année suivante à l’Ontario Society of Artists. Elle devint plus tard membre de ces deux organisations. Après une autre année passée à voyager en Angleterre, en France et en Italie, elle revint à l’OCA et s’implique, avec son collègue Arthur Lismer, dans la Ligue des étudiants en art formée en 1926. Housser supporte beaucoup de nouveaux talents. Elle enseigne également les arts dans plusieurs écoles et universités de la région de Toronto. Elle prend sa retraite de l’OCA en 1949, mais continua sa carrière dans l’éducation à la Doon School of Fine Arts à Kitchener et à la Ryerson Polytechnical Institute de Toronto. 

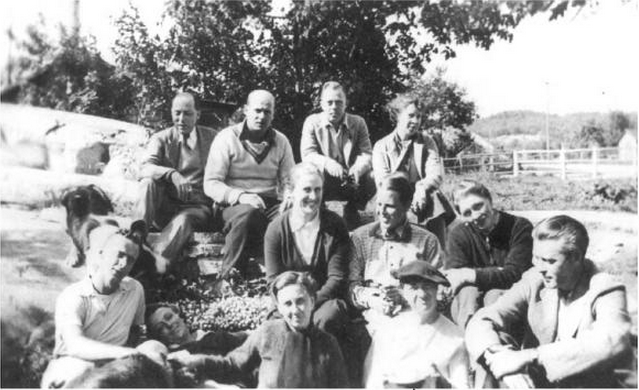
Groupe d'artistes et amis: : Randolph Hewton, Mr. Whittall, Charles Comfort, Yvonne McKague Housser,: Isabel McLaughlin, Gordon Webber, Bennie Hewton. Bottom row: Hal Hayden, Audrey Taylor, Prudence Heward, Rody Kenny Courtice, Mr. Macdonald.1936

Housser réalise de nombreux voyages au cours de sa carrière. Dans les années 1920 à 1940, l’artiste visite régulièrement le nord de l’Ontario afin de réaliser des croquis,. En plus des Rocheuses et de la province de Québec, elle explore à plusieurs reprises le Mexique et les Antilles dans les années 1950 et 1960.
Yvonne est invitée à exposer avec le Groupe des sept en 1928, 1930 et 1931. Les membres du groupe se séparent en 1933, laissant place à la création du Groupe des Peintres canadiens, mouvement dont Housser fut membre fondatrice[. En 1927, elle fera partie de l’exposition Annual Exhibition of Canadian Art à la Galerie nationale du Canada (MBAC), puis de nombreuses expositions nationales et internationales, telles que deux expositions au Musée des beaux-arts de Montréal.
Son travail est reproduit au début des années 1940 par la compagnie Sampson-Matthews Limited, qui voulait créer des sérigraphies pour décorer des auberges des Forces Armées. Elles seront rachetées par des entreprises commerciales.
En 1954, Yvonne figure parmi les 18 artistes canadiens choisit par le Chemin de fer Canadien Pacifique pour peindre des murales dans sa nouvelle série de voitures panoramiques de queue Park, ayant des noms de parc canadiens célèbres. Housser réalise une murale du parc provincial Sibley en Ontario.

## Démarche artistique
Artiste polyvalente se rapprochant du style du Groupe des Sept, Housser est principalement reconnue pour ses paysages canadiens, ses portraits et ses peintures abstraites. Ses œuvres, à l’huile, au pastel, au graphite, à l’encre et à l’aquarelle, ont évolué durant sa carrière vers le semi-abstrait, le non-figuratif et l’expressionnisme abstrait. 
En 1935, elle épouse Frederick B. Housser, rédacteur au Toronto Star et auteur du livre A Canadian Art Movement: The Story of the Group of Seven, publié en 1926. Il décède l’année suivante.

## Distinctions
- 1927 : Membre de l’Ontario Society of Artists
- 1933 : Membre fondatrice du Groupe des Peintres canadiens
- 1941 : Membre fondatrice de la Fédération des artistes canadiens
- 1951 : Membre de l’Académie royale des arts du Canada
- 1965 : Reçoit le Baxter Purchase Award à la 47ème exposition de l’Ontario Society of Artists
- 1981 : Membre titulaire honoraire de l’Ontario College of Art
- 1984 : Reçoit la médaille de l’Ordre du Canada
- 1998 : Son travail est présenté dans l’exposition 4 Women Who Painted in the 1930s and 1940s, à la Carleton University Art Gallery à Ottawa[6]

## Musées et collections publiques
- Art Gallery of Ontario
- Art Gallery of Hamilton
- McMichael Canadian Art Collection
- Musée des beaux-arts du Canada
- Université de Toronto
- London Public Library, Ontario
- Museum London, Ontario
- Musée national des beaux-arts du Québec
- Robert McLaughlin Gallery, Oshawa